# 鴨川市議会
鴨川市議会（かもがわしぎかい）は、千葉県鴨川市の議会である。

## 概要
- 定数：18人
- 任期：4年（2018年6月1日- 2022年5月31日）
- 選挙区：市全体を1選挙区とする大選挙区制（単記非移譲式）
- 議長：渡辺訓秀（明政会）
- 副議長：鈴木美一（誠和会）

## 会派
2021年11月4日現在
| 会派名 | 議席数 | 所属党派             | 議員名（◎は代表）                                                    |
| ------ | ------ | -------------------- | -------------------------------------------------------------------- |
| 誠和会 | 4      | 自由民主党4          | ◎辰野利文、鈴木美一、川股盛二、佐久間章                              |
| 明政会 | 4      | 自由民主党1、無所属3 | ◎川﨑浩之、松井寛徳、佐々木久之、渡辺訓秀                            |
| 公明党 | 1      | 公明党               | ◎福原三枝子                                                          |
| 無所属 | 7      |                      | 庄司朋代、久保忠一、佐藤和幸、杉田至、本𠮷正和、長谷川倫秀、秋山貢輔 |
| 欠員   | 2      |                      |                                                                      |
| 計     | 18     |                      |                                                                      |

## 委員会
- 総務常任委員会
- 建設経済常任委員会
- 文教厚生常任委員会
- 予算常任委員会
- 決算常任委員会
- 議会運営委員会
- 道路問題調査特別委員会
- 広域行政調査特別委員会
- 議会報編集委員会

## 出身者
- 本多利夫（元鴨川市長）
- 亀田郁夫（元鴨川市長）
- 佐々木久之（鴨川市長）